# Cristina Ghiță
Cristina Ghiță (n. 16 decembrie 1982) este o scrimeră română specializată pe floretă. A fost laureată cu argint pe echipe la Campionatul Mondial din 2005 și la Campionatul European din 2006.